# Vendetta (compilation)
Vendetta è il secondo Sampler della Label indipendente ersguterjunge.
L´album è uscito il 1º dicembre del 2006 e contiene i seguenti artisti: Bushido, Baba Saad, Chakuza, Eko Fresh, D-Bo, Bizzy Montana e Nyze.

## Produzione
Su Nemesis hanno contribuito i produttori: Bushido, Beatlefield, Bizzy Montana, Decay.

## Successo e singoli
Il disco è arrivato al 7º posto nella Media Control Charts e per 15 settimane è riuscito a mantenersi sopra i Top 100 in Germania.
Il disco è stato premiato in Germania con un disco d´oro.
Il singolo estratto dal disco è Vendetta (GER numero 32)

## Violazioni dei diritti d'autore
Nel 2008 la Gothic-Band francese Dark Sanctuary ha fatto causa a Bushido, di aver usato musica loro in alcune tracce dell'album "Vendetta".
Poi nel 2010 il tribunale ha riconosciuto copie in alcune tracce, quindi tutti i CD e file musicali, contenenti i pezzi incriminati, non possono essere più veduti (in quanto illegali) e devono essere ritirati dal mercato, sempre secondo la sentenza del tribunale.

## Tracce
Versione Standard:
| #  | Titolo                   | Artista                      | Durata |
| -- | ------------------------ | ---------------------------- | ------ |
| 1  | Intro                    | Bushido                      | 2:09   |
| 2  | Vendetta                 | Bushido, Chakuza e Eko Fresh | 4:09   |
| 3  | Centercourt              | Baba Saad                    | 3:22   |
| 4  | Bist du bereit?          | Bizzy Montana, D-Bo          | 3:23   |
| 5  | Spotlight                | Nyze                         | 3:31   |
| 6  | Ich pack dich am Schopf  | Bushido (feat. Summer Cem)   | 3:05   |
| 7  | V wie Vendetta           | Chakuza                      | 2:55   |
| 8  | Der Pate                 | Baba Saad e Nyze             | 3:08   |
| 9  | Träne aus Blut           | Bizzy Montana e Bushido      | 3:42   |
| 10 | Was sein muss, muss sein | Eko Fresh                    | 3:53   |
| 11 | Fliegen                  | Chakuza e Bizzy Montana      | 4:40   |
| 12 | Schicht im Schacht       | Summer Cem                   | 3:32   |
| 13 | Hustle & Flow            | Bizzy Montana                | 3:12   |
| 14 | Korrekt                  | Nyze, Bushido e Baba Saad    | 3:33   |
| 15 | Was ist das?             | D-Bo                         | 3:03   |
| 16 | Was soll das sein?       | Nyze e Chakuza               | 3:08   |
| 17 | Eine Nummer für sich     | Bushido                      | 3:33   |
| 18 | Outro                    |                              | 1:48   |

Tracce bonus della versione Limited-Edition:
| # | Titolo                     | Artista                       | Durata |
| - | -------------------------- | ----------------------------- | ------ |
| 1 | Blut, Herz, Ehre & Stolz   | Nyze e D-Bo                   | 4:02   |
| 2 | Der Bruchteil einer Minute | Bushido, Chakuza ed Eko Fresh | 4:06   |
| 3 | Nichts wert                | Nyze                          | 3:38   |
| 4 | Ich flieg über Rap         | D-Bo                          | 4:06   |

+ Video musicale di Vendetta e Tourfilm: Deutschland, gib mir ein Mic!